# Солоково
Солоково — деревня в Кирово-Чепецком районе Кировской области России. Входит в состав Просницкого сельского поселения.

## География
Деревня находится в центральной части Кировской области, в подзоне южной тайги, на берегах реки Салаковки, к северу от автодороги 33Р-013, на расстоянии приблизительно 12 километров (по прямой) к юго-востоку от города Кирово-Чепецка, административного центра района. Абсолютная высота — 129 метров над уровнем моря.
Климат
Климат характеризуется как континентальный, с продолжительной холодной многоснежной зимой и умеренно тёплым коротким летом. Среднегодовая температура — 1,3 — 1,4 °C. Средняя температура воздуха самого холодного месяца (января) составляет −14,4 — −14,3 °C (абсолютный минимум — −35 °С); самого тёплого месяца (июля) — 17,6 — 17,8 °C (абсолютный максимум — 35 °С). Безморозный период длится в течение 114—122 дней. Годовое количество атмосферных осадков — 500—700 мм, из которых около 70 % выпадает в тёплый период. Снежный покров устанавливается в середине ноября и держится 160—170 дней.

## Население
| 2010 |
| ---- |
| 5    |

Половой состав
По данным Всероссийской переписи населения 2010 года в гендерной структуре населения мужчины составляли 60 %, женщины — соответственно 40 %.
Национальный состав
Согласно результатам переписи 2002 года, в национальной структуре населения русские составляли 100 % из 9 чел.